# První základní škola (Jičín)
První základní škola stojí blízko historického centra města Jičína na adrese 17. listopadu čp. 109. Byla postavena v roce 1896. Jedná se o podsklepenou třípodlažní budovu s půdorysem tvaru písmene U. Jako kulturní památka je evidována v Ústředním seznamu kulturních památek České republiky od 18. prosince 1991. Před budovou školy v menším parku stojí pomník Jana Amose Komenského.

## Historie
V druhé polovině devatenáctého století žilo v Jičíně necelých devět tisíc obyvatel. Základní vzdělání zajišťovala pětitřídní smíšená škola na Novém Městě a od roku roku 1867 také nově postavená nižší reálka na Komenského náměstí. Zde byla pětitřídní obecná chlapecká a pětitřídní obecná a trojtřídní měšťanská dívčí škola. Po změně reálky na vyšší, městské zastupitelstvo koupilo západní část zámecké zahrady, aby nová škola stála v centru města.

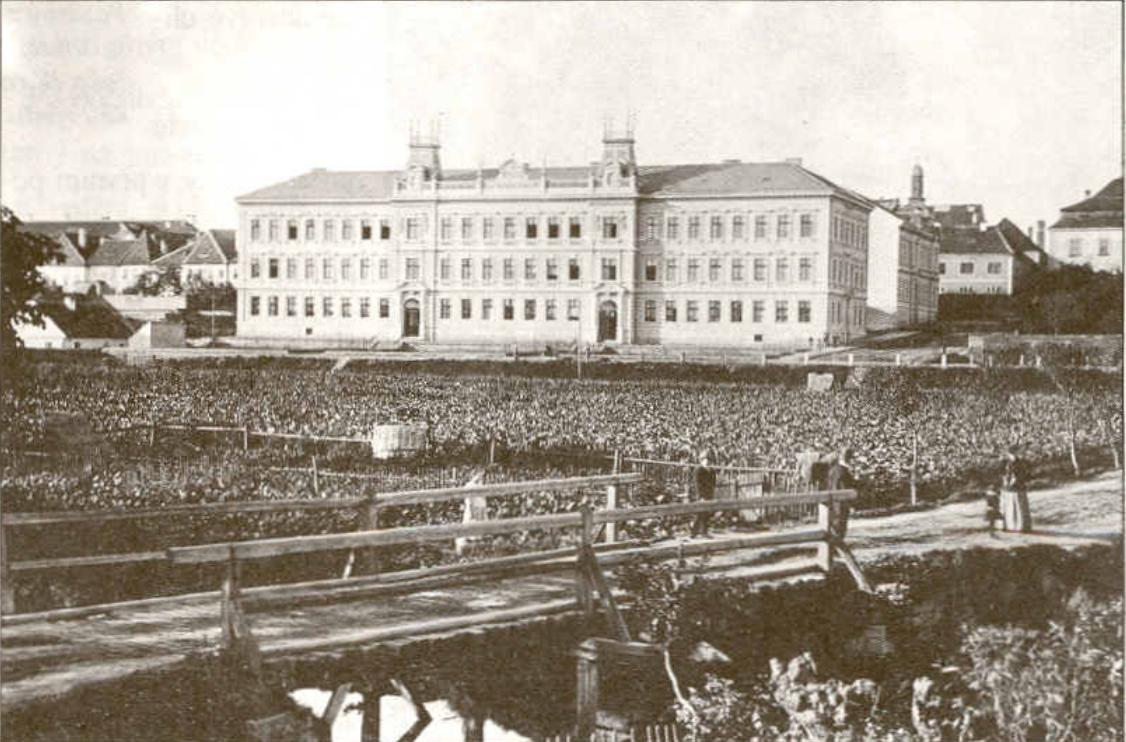
Obecná a měšťanská škola v Jičíně, kolem roku 1900

Stavební plány, které se zachovaly, zpracoval městský inženýr Bedřich Pek, autor regulačního plánu města. Stavební práce prováděl Jan Mareš. Stavba obecné a měšťanské školy byla zahájena 21. března 1895. Do základů budovy byla vložena skříňka s městskou pečetí, mincemi a pamětními listinami. Skříňka byla uložena do kamenného soklu u bočních východních dveří. Již 27. září 1896 byla škola vysvěcena a otevřena pro žáky. V polovině školy byla obecná a měšťanská chlapecká škola a v druhé polovině dívčí. Na obecné dívčí škole působila do roku 1911 dcera Boženy Němcové Bohdana.
V letech 1903 – 1904 byla přistavěna dívčí škola. Tak došlo ke spojení budovy školy a budovy spořitelny, která byla také postavena v roce 1896. V roce 1909 bylo přistavěno ještě západní křídlo budovy. Během první světové války zde bylo ubytováno vojsko.

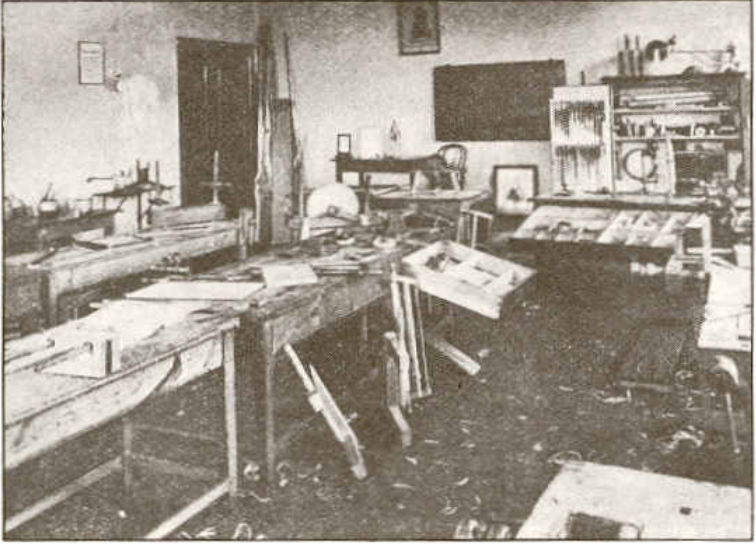
Dílna v chlapecké měšťanské škole

Ve dvacátých a třicátých letech dvacátého století se jako sponzor angažovala sousední spořitelna. Žáci prvních tříd dostávali vkladní knížku s vkladem pět korun. Spořitelna hradila pomůcky nemajetným dětem a podílela se na vybudování přírodovědné posluchárny. Ředitelem školy byl v té době Josef Matějka, starosta Sokola a od roku 1931 také starosta města Jičína.
Během druhé světové války zde byli ubytováni němečtí vojáci. Po válce byla budova školy v dezolátním stavu, vnitřní vybavení bylo poškozeno nebo ztraceno. Po únoru 1948 se atmosféra školy přizpůsobila novému režimu. Od roku 1953 téměř dvacet let zde působil jako ředitel František Materna.
Mezi lety 1983 – 1993 byla škola rekonstruována a nově zkolaudována v roce 1993. Škola používá označení Jednička, které vzniklo podle očíslování jičínských základních škol v druhé polovině dvacátého století.

## Popis budovy
Škola byla postavena jako třípodlažní podsklepená budova. Byla zastřešena valbovou střechou. Půdorys budovy tvoří písmeno U. Pravé křídlo budovy lemuje ulice Smiřických. Jeho průčelí má dvanáct os. Hlavní průčelí směřující do ulice 17. listopadu má dvacet čtyři os a dva vstupní portály, které jsou zakončeny vížkami. Levé křídlo budovy lemuje ulice Školní a jeho průčelí má dvacet dva os. Do pravého i levého křídla budovy se vstupuje jedním vstupním portálem. Okna mají nadokenní i podokenní římsy. Fasády stavby dělí kordonová římsa nad přízemím. Ukončeny jsou profilovanou podokapní římsou. Zdobí je bosáž a rostlinné motivy.